# NGC 3896
NGC 3896 (другие обозначения — UGC 6781, MCG 8-22-8, ZWG 243.9, KCPG 302B, PGC 36897) — галактика в созвездии Большая Медведица.
Этот объект входит в число перечисленных в оригинальной редакции «Нового общего каталога».
Галактика NGC 3896 входит в состав группы галактик M109. Помимо NGC 3896 в группу также входят ещё 42 галактики.
Состоит во взаимодействующей паре с галактикой NGC 3983.